# Tmarus australis
Tmarus australis là một loài nhện trong họ Thomisidae.
Loài này thuộc chi Tmarus. Tmarus australis được Cândido Firmino de Mello-Leitão miêu tả năm 1941.